# Szeptencújfalu
Szeptencújfalu (szlovákul Hajná Nová Ves, korábban Hajnovejsa, vagy Zahajnovejsa) község Szlovákiában, a Nyitrai kerület Nagytapolcsányi járásában.

## Fekvése
Nagytapolcsánytól 10 km-re délnyugatra található.

## Története
A régészeti leletek tanúsága szerint területén már a bronzkorban és a vaskorban éltek emberek.
A mai település eredetileg két falu volt: Szeptenc és Újfalu, melyeket 1358-ban és 1381-ben említenek először. A divéki Korosi család birtoka, később a Szerdahelyi, Ocskay és Steiger családoké. A Szerdahelyiek 1609-ben reneszánsz várkastélyt építettek ide, melyhez Szent Imre tiszteletére szentelt kápolnát építettek. 1715-ben szőlőskertje, 11 jobbágy és 5 zsellérháza volt. 1783-ban 35 család élt a faluban. 1828-ban 42 házában 292 lakosa élt, akik főként mezőgazdasággal foglalkoztak.
Vályi András szerint " ÚJFALU. Sz. Újfalu. Nyitra Várm. földes Urai Szerdahelyi, és több Uraságok, lakosai külömbfélék, fekszik Bajnához nem meszsze, mellynek filiája; határja középszerű."
Fényes Elek szerint "Ujfalu, (Szeptenecz) (Hajnovegsza), Nyitra m. tót falu, Bajna fil. 210 kath., 45 evang., 15 zsidó lak. F. u. Zerdahelyi, s mások. Ut. p. Nagy-Ripény."
Nyitra vármegye monográfiája szerint "Szeptencz-Ujfalu, Sarluskától északra. Tót falu, 327 túlnyomóan r. kath. és kevés ág. ev. és izr. vallásu lakossal. Posta-, táviró- és vasúti állomása Nyitra-Ludány. Itt van báró Steiger Albertnénak gyönyörü várkastélya és remek parkja. E kastélyt még a Zerdahelyiek építtették, ezektől az Ocskay-család örökölte és az Ocskayaktól került a jelenlegi tulajdonos birtokába. A kastélyt, mely várszerűen van építve, csak nemrég renoválták stilszerüen. Különösen szép belső udvara, olasz renaissance stilü boltívsorával. A községben dextringyár is van. E falu hajdan két külön álló hely volt: Septencz (Septench) és Ujfalu (Vyfalu) elnevezéssel. Még a XV. század elején is, amikor a Divék-nemzetségből származó Korosiak voltak a földesurai, külön említtetnek. A későbbi földesurak voltak a Zerdahelyiek és az Ocskayak, jelenleg pedig br. Steiger Albertné, szül. Zamojszky Mária grófnőnek van itt nagy birtoka."
A trianoni békeszerződésig Nyitra vármegye Nagytapolcsányi járásához tartozott. A háború után a báró Steiger család birtokolta. 1924-ig téglagyár működött a községben.

## Népessége
| Év:            | 1994. | 2004.   | 2014.   | 2024.   |
| -------------- | ----- | ------- | ------- | ------- |
| Emberek száma: | 348   | 349     | 333     | 347     |
| Eltérés:       |       | +0,28 % | -4,58 % | +4,20 % |

| Év:            | 2023. | 2024.   |
| -------------- | ----- | ------- |
| Emberek száma: | 345   | 347     |
| Eltérés:       |       | +0,57 % |

1910-ben 494, túlnyomórészt szlovák anyanyelvű lakosa volt.
2001-ben 357 lakosából 350 szlovák volt.
2011-ben 332 lakosából 324 szlovák volt.

## Híres személyek
- Itt szolgált Sághy Vendel (1810-1890) római katolikus plébános.

## Nevezetességei
- Pompás várkastélyát 1609 körül építtette a Szerdahelyi család. 1816-ban és 1924-ban átépítették. A kastélyt angolpark övezi értékes fafajtákkal.
- Késő román stílusú kápolnája sírbolttal a 19. század végén épült.
- Nepomuki Szent János szobra 1776-ban készült.

## Külső hivatkozások
- E-obce.sk Archiválva 2008. december 16-i dátummal a Wayback Machine-ben
- Községinfó.sk
- Szeptencújfalu Szlovákia térképén
- Travelatlas.sk